# Jason Watt

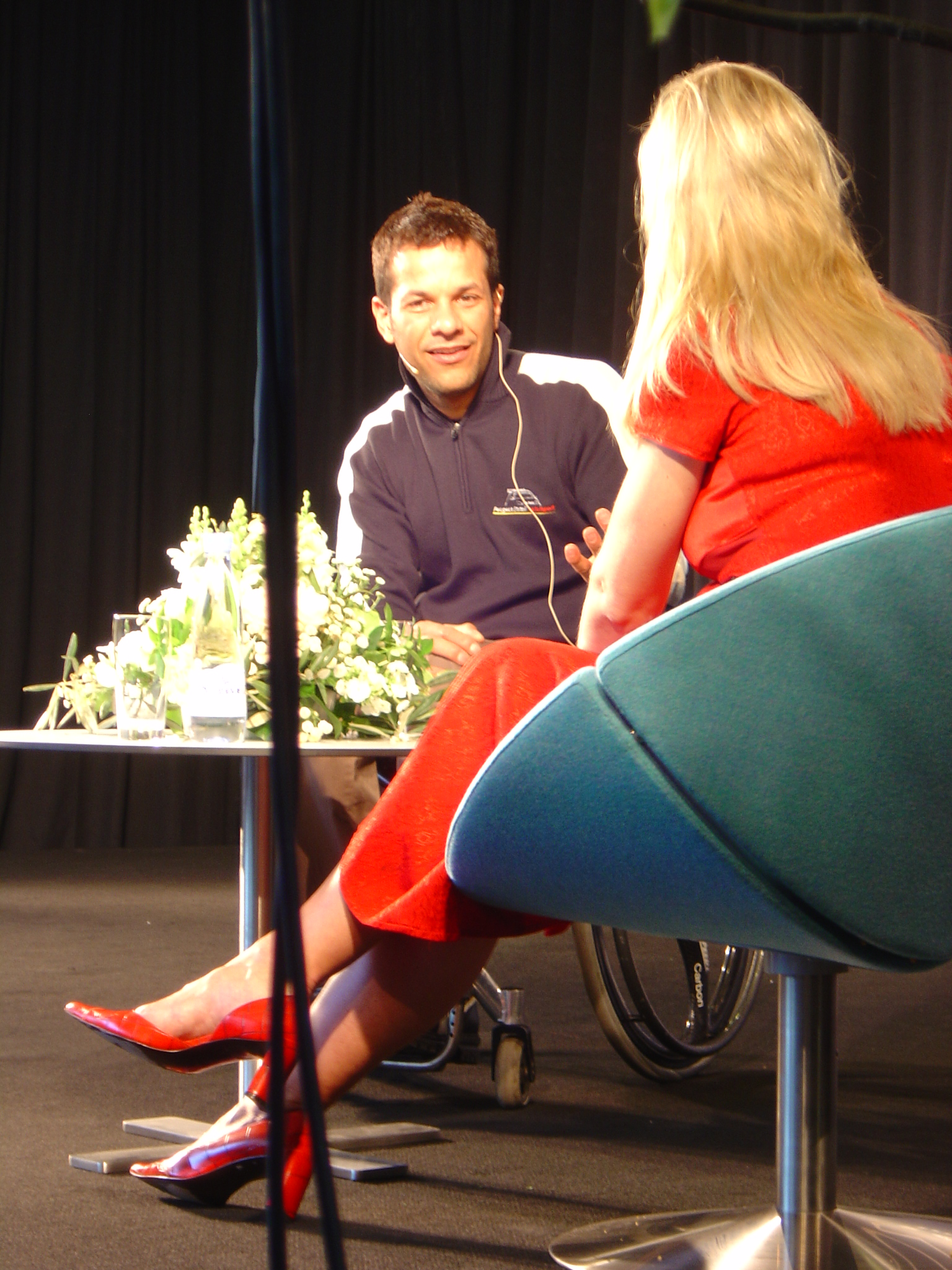
Jason Watt bei einem Interview mit Anette Heick. (2004)

Jason Watt (* 24. Februar 1970 in Frederiksberg) ist ein ehemaliger dänischer Autorennfahrer.

## Karriere
Watt begann seine Karriere 1983 im Kartsport, in dem er bis 1992 aktiv war. 1992 gab der in der dänischen Formel Ford sein Debüt im Formelsport. Ein Jahr später folgte in der Winterserie der britischen Formel Vauxhall sein erster Meistertitel im Formelsport. 1994 folgte ein weiterer Titel in der britischen Formel Ford. Mit dem Gewinn der Formula Opel Euroseries gewann Watt 1995 im dritten Jahr in Folge den Meistertitel einer Formelmeisterschaft. Außerdem nahm er 1995 an zwei Rennen der Deutschen Formel-3-Meisterschaft teil. 1996 ging er in der ITC, in der Saison 1996 auch u. a. Dario Franchitti, Giancarlo Fisichella und Jan Magnussen fuhren, an den Start und belegte den 17. Gesamtrang. Außerdem startete er bei einem Rennen der britischen Formel-2-Meisterschaft.
1997 wechselte Watt in die Formel 3000 und startete aus Respekt für seinen Hauptsponsor für das von Super Nova Racing betreute Den Blå Avis-Team. Watt gab ein gutes Debüt in der Formel 3000 und gewann in Spa-Francorchamps sein erstes Rennen. Mit zwei weiteren Podest-Platzierungen belegte Watt den dritten Platz in der Gesamtwertung. 1998 bestritt Watt seine zweite Saison in der Formel 3000 und ging erneut für Den Blå Avis an den Start. Mit fünf Podest-Platzierungen, darunter ein Sieg in Imola, belegte er am Saisonende den vierten Gesamtrang. 1999 wechselte Watt in seiner dritten Formel-3000-Saison ins erste Team von Super Nova Racing, das in den letzten beiden Jahren den Fahrer- und Teamtitel gewonnen hatte. Watt, der als einer der Favoriten in die Meisterschaft gestartet war, musste seine Titelambitionen früh aufgeben, da kein Fahrer mit dem dominierenden Nick Heidfeld mithalten konnte. Daher konzentrierte sich Watt auf dem Kampf um die Vizemeisterschaft, die er mit Rennsiegen in den letzten zwei Rennen in Spa-Francorchamps und auf dem Nürburgring gewann. Überschattet wurde der zweite Gesamtrang allerdings durch den Tod von Gonzalo Rodríguez, der vor dem letzten Saisonrennen, bis zu dem er den zweiten Platz belegt hatte, an einem Rennwochenende der amerikanischen CART-Serie tödlich verunglückt war.
Nicht mal einen Monat nach Gewinn des Vize-Europameistertitels verunglückte Watt bei einem Motorradunfall, der sich bei Foto-Aufnahmen für ein dänisches Magazin ereignet hat, schwer. Watt ist seit dem Unfall querschnittsgelähmt.
2000 kehrte Watt in den Rennsport zurück und startet seitdem in einem speziell für ihn umgebauten Fahrzeug in der Danish Touringcar Championship (DTC). 2002 gewann er dort mit einem Peugeot 307 Xsi den Titel. Watt hat in der DTC insgesamt neun Rennen gewonnen. 2009 startete Watt als Gaststarter bei einem Rennwochenende der WTCC.

## Statistik

### Karrierestationen
- 1983–1992: Kartsport
- 1992: Dänische Formel Ford (Platz 12)
- 1993: Britische Formel Vauxhall Wintermeisterschaft (Meister)
- 1994: Britische Formel Ford (Meister)
- 1995: Formula Opel Euroseries (Meister)
- 1996: International Touring Car Championship (Platz 20)
- 1997: Formel 3000 (Platz 3)
- 1998: Formel 3000 (Platz 4)
- 1999: Formel 3000 (Platz 2)
- 2000: Danish Touringcar Championship (Platz 7)
- 2001: Danish Touringcar Championship (Platz 2)
- 2002: Danish Touringcar Championship (Meister)
- 2003: Danish Touringcar Championship (Platz 6)
- 2004: Danish Touringcar Championship (Platz 12)
- 2005: Danish Touringcar Championship (Platz 11)
- 2006: Danish Touringcar Championship (Platz 12)
- 2007: Danish Touringcar Championship (Platz 13)
- 2008: Danish Touringcar Championship (Platz 6)
- 2009: Danish Touringcar Championship (Platz 5)